# Ahmad Kasravi
Ahmad Kasravi, in persiano احمد کسروی‎ (Tabriz, 29 settembre 1890 – Teheran, 11 marzo 1946) è stato uno scrittore e storico iraniano, di etnia azera.
Nato da una famiglia religiosa di lingua madre azera, Kasravi studiò in un seminario finché non partecipò alla rivoluzione costituzionale iraniana. Da allora rinnegò la sua formazione religiosa, diventando invece un critico malizioso del potere degli ulama e di altri aspetti della società iraniana contemporanea. Ad esempio, la sua opera  Che ha a che fare la religione degli Hajj con i bottegai? scherniva i baazari che si dicevano musulmani devoti, sebbene generalmente dimostrassero di essere avidi e amorali.
Convinto nazionalista e anticlericale, Kasravi sostenne ferventemente il costituzionalismo e la laicità dello Stato. Nel 1946 fu assassinato da dei membri del gruppo fondamentalista Fadā'iyān-e Islam (فدائیان اسلام), che si dedicava all'eliminazione fisica di chi riconosceva come nemico dell'Islam.
Krasnavi influenzò un'intera generazione di iraniani istruiti della classe media, la quale identificava la percepita arretratezza del credo sciita come uno dei principali colpevoli dei fallimenti dell'Iran.

## Testi di approfondimento
- (EN) Chad Kia, The Scum of Tabriz: Ahmad Kasravi and the Impulse to Reform Islam, in British Journal of Middle Eastern Studies, vol. 41, n. 4, Taylor & Francis, 2014,  pp. 498-516, JSTOR 43917082.